# Gesetz gegen die Neubildung von Parteien

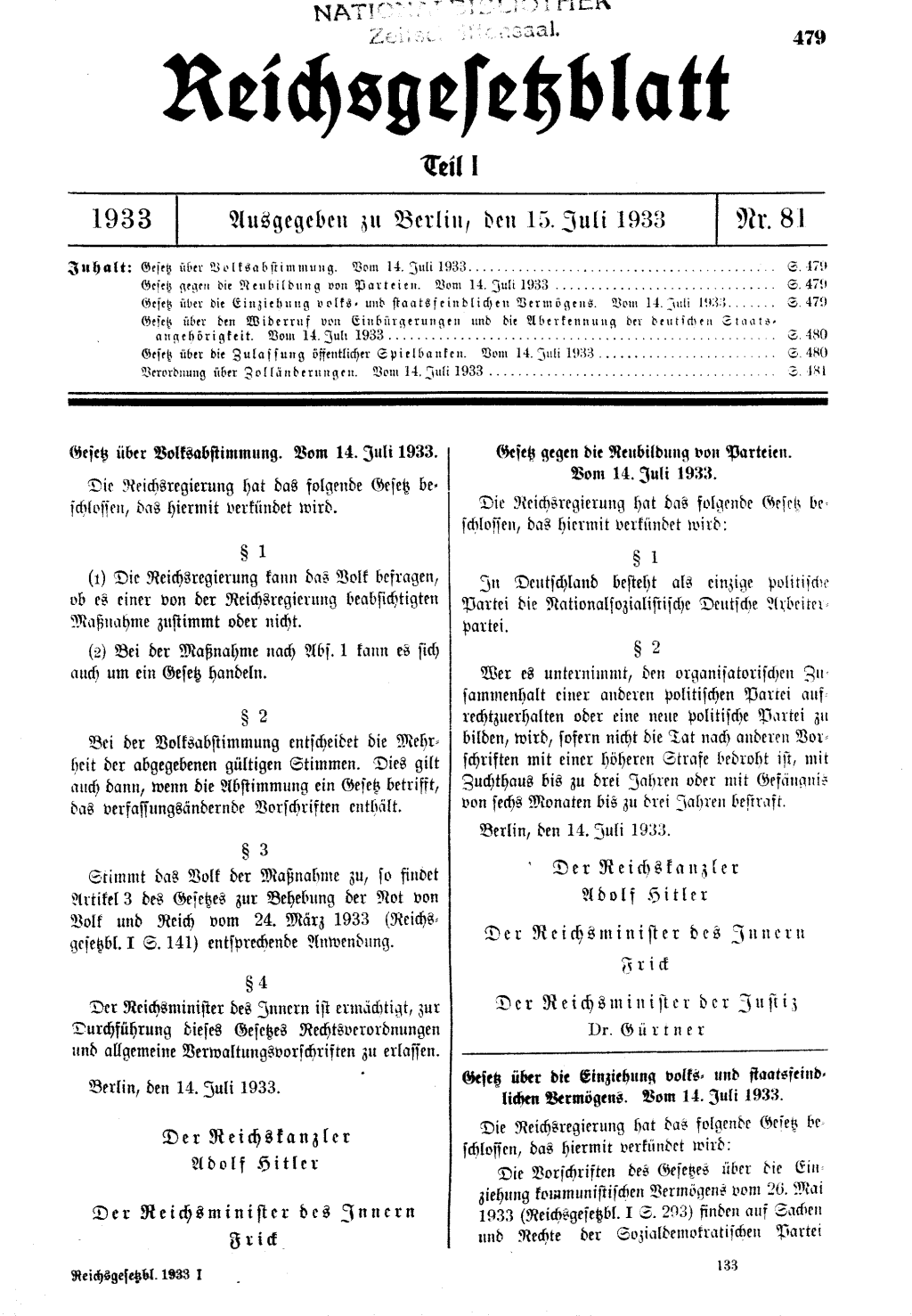
Veröffentlichung im Reichsgesetzblatt

Das Gesetz gegen die Neubildung von Parteien vom 14. Juli 1933 (RGBl. I, S. 479) verbot im Deutschen Reich alle Parteien neben der NSDAP. Es wurde von der Reichsregierung beschlossen und von Reichskanzler Adolf Hitler, Reichsinnenminister Wilhelm Frick und Reichsjustizminister Franz Gürtner verkündet. Das Gesetz trat am 16. Juli 1933, in Österreich am 15. März 1938 unmittelbar nach dem „Anschluss“ in Kraft. Aufgehoben wurde es durch das Kontrollratsgesetz Nr. 1 betreffend die Aufhebung von NS-Recht am 20. September 1945.
Das Gesetz war damit während der Zeit des Nationalsozialismus die gesetzliche Grundlage für den Einparteienstaat. Es setzte den Schlusspunkt unter die Beendigung der parlamentarischen Demokratie in Deutschland.
Das Gesetz bestand nur aus zwei Paragraphen. Der erste bestimmte, dass die NSDAP als einzige politische Partei bestand. Durch den zweiten waren alle Aktivitäten, „den organisatorischen Zusammenhalt einer anderen politischen Partei aufrechtzuerhalten oder eine neue politische Partei zu bilden“, mit Zuchthausstrafen bis zu drei Jahren und Gefängnisstrafen von sechs Monaten bis zu drei Jahren bedroht. Auf der Grundlage des Gesetzes wurden zahlreiche Politiker anderer Parteien zu Haftstrafen verurteilt. Diese Urteile wurden 1998 durch das NS-Aufhebungsgesetz aufgehoben.